# Ceratinopsis interpres
Ceratinopsis interpres là một loài nhện trong họ Linyphiidae.
Loài này thuộc chi Ceratinopsis. Ceratinopsis interpres được Octavius Pickard-Cambridge miêu tả năm 1874.